# Ludwig Büchner
Ludwig Büchner (Darmstadt, 29 marzo 1824 – Darmstadt, 1º maggio 1899) è stato un medico e filosofo tedesco.

## Biografia
Medico e fisiologo, studia medicina in varie università tedesche e poi a Vienna, ottenendo in seguito la libera docenza in medicina a Tubingen, nel 1854. Dopo di ciò riprende i suoi giovanili interessi filosofici e diventa uno dei più importanti teorici della filosofia materialistica, pubblicando nel 1855 Forza e materia in cui espone il suo materialismo evoluzionistico. Un'opera che suscita interessi e consensi (di cui usciranno nei successivi cinquant'anni ben ventuno edizioni) ma anche il licenziamento dall'università. 
Finita la carriera accademica Büchner si dedica alla professione medica, che esercita a Giessen e a Strasburgo. Egli però continua a sviluppare i suoi studi filosofici pubblicando tra il 1857 e il 1894 le sue opere principali, mentre altre sue opere minori usciranno postume a cura di un fratello. La sua visione del mondo esposta in Natura e spirito e nelle opere successive diventa una sorta di vangelo materialistico nella cultura laicista dell'Ottocento. Egli è anche il fondatore della "Deutsche Freidenkerbund" (Società dei liberi pensatori tedeschi).

## Pensiero
La filosofia di Büchner consta di un materialismo radicale di tipo evoluzionistico in cui i processi meccanici determinano l'evolvere della realtà materiale, con l'esclusione di ogni finalismo. Ciò che passa per spirito e pensiero non è altro che il prodotto di processi evolutivi della materia. Essa è “il fondamento originario di ogni esistenza”.  Evidente in tutto ciò l'influsso oltre che di Darwin anche di Moleschott, nel concepire una materia che nelle sue infinite trasformazioni crea anche gli aspetti della realtà che possono sembrare immateriali.

## Opere
- Natura e spirito, 1857
- Il posto dell'uomo nella natura. Passato presente e futuro, 1869
- Darwinismo e socialismo, 1894